# قنات قصبه
قنات قصبه شهر گناباد (کاریز گناباد) عمیق‌ترین و قدیمی‌ترین کاریز جهان است. آنگونه که از منابع کهن و همچنین سفرنامه ناصر خسرو و منابع شفاهی بر می‌آید آن را قنات کیخسرو می‌گفته‌اند.

کاریز گناباد بخش متروک شده

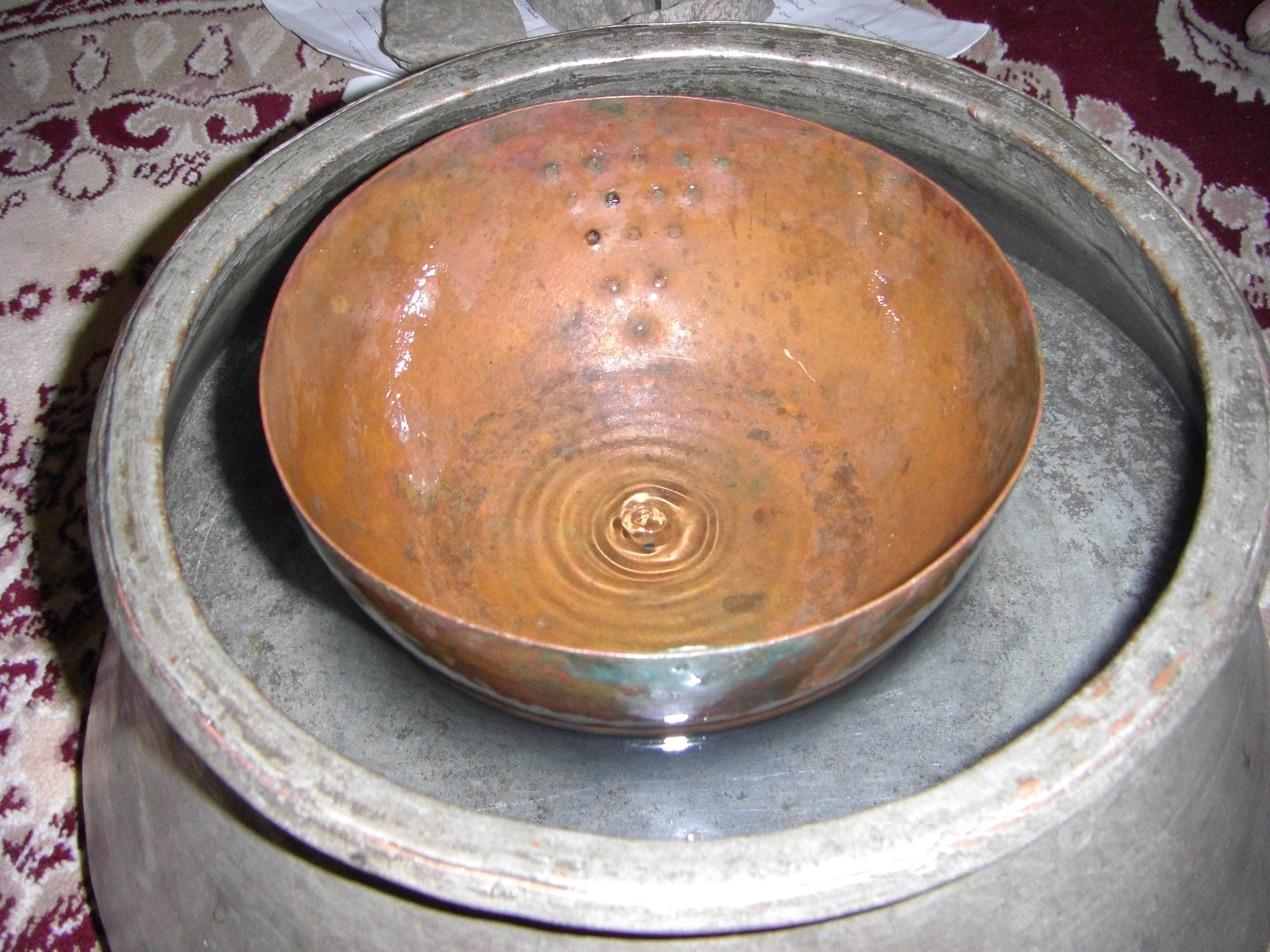
فنجان یا ساعت آبی کاریز زیبد گناباد

## ثبت کاریز گناباد در میراث جهانی یونسکو
قنات ایرانی در اجلاس استانبول ترکیه در تاریخ ۲۴تیرماه ۱۳۹۵ در فهرست آثار ثبت شده در یونسکو قرار گرفت کاریز گناباد نیز از جمله قناتهای ثبت شده بود.
پرونده کاریز گناباد در سال ۱۳۹۳برای ثبت در میراث معنوی و ملموس بشریت به یونسکو ارسال شد و پس از رسیدگی به عنوان قنات ایرانی در یونسکو به ثبت رسید.
کاریز قصبه گناباد در سال ۱۳۷۹ توسط سازمان میراث فرهنگی با شماره ۲۹۶۳ در فهرست آثار ملی ایران به ثبت رسید. مربوط به ۲۵۰۰ تا ۲۷۰۰ سال پیش و تنها اثر پیشنهاد شدهٔ خراسان بزرگ به سازمان جهانی یونسکو برای ثبت است که در شهر گناباد در جنوب استان خراسان رضوی واقع شده است.
کاریز قصبهٔ شهر گناباد که یکی از شاهکارهای آبی جهان است، و از دو رشتهٔ اصلی و شش شاخهٔ فرعی تشکیل شده است و مادرچاه آن در دامنهٔ شمالی سیاه کوه و خروجی کنونی قنات در جنوب محلهٔ معروف به قصبهٔ شهر قرار دارد. طول این قنات بیش از ۳۳ کیلومتر است و عمق مادرچاه اصلی در انتهای رشتهٔ «دولاب نو» با توجه به شیب زمین حدود ۳۰۰ متر (۵+-) و میزان آب دهی آن بیش از ۱۳۰ لیتر در ثانیه است.

## تاریخ قنات قصبه
قنات قصبه بدون شک با جنگ بزرگ تاریخ ایران کیخسرو پیوند دارد. در اکثر منابع تاریخی گناباد شهری قدیمی نامیده شده و از جنگ دوازده رخ و جنگ فرود که در این منطقه روی داده‌اند یاد شده است. در علت نام گذاری گناباد اقوال متعددی گفته شده که در بعضی به کیخسرو و گیو و گودرز و جنگ دوازده رخ اشاره شده است. اما صریح‌ترین قول را ناصر خسرو نقل کرده و پس از توصیف کاریز گناباد نوشته است و گویند کیخسرو فرموده است کردند (ساختند).
گناباد را در منابع عربی و اسلامی جَنابد و کَنابد و گنابذ و ینابد نیز ثبت کرده‌اند.
در مورد ریشه و وجه تسمیه این شهر اقوال مختلفی مانند گیوآباد -  گون آباد - گَوَن آباد- کَن آباد مطرح است که برخی از آن‌ها عبارتند از:
1. گُن به معنای دیو باشد و از آن جهت گناباد گفته‌اند که حفر قنات قصبه کار انسان‌های عادی نبوده است.
2. گنابد جمع گنبدها بوده زیرا که در شهر گنابادِ قدیم، تمام منازل به صورت گنبدی ساخته می‌شده است؛ لذا در بعضی منابع عربی جنابذ جمع معرب گنبد بکار رفته است.
3. گناباد در اصل گُون آباد بوده و گون در ترکی به معنای خورشید می‌باشد.
4. در اصل گَوَن آباد بوده، به لهجه محلی گُوُن یا گَوَن گیاهی است که در منطقه گناباد زیاد می‌روید از این رو آن را گون آباد نامیده‌اند که بر اثر کثرت استعمال به گناباد تغییر یافته است. (تابنده ۱۳۴۸)
5. . گناباد در اصل کن آباد بوده به دلیل کناتها و کندن قنات (لباف خانیکی)
6. گناباد در اصل گیو آباد بوده زیرا گیو و گودرز مدتی در جنگ دوازده رخ و جنگ پشن حاکم ساکن در منطقه بوده‌اند. (استرآبادی در بحیره و حمدالله مستوفی) کل منطقه ای که در دوره اسلامی قهستان نامیده شده و بعد به قاینات مشهور گردیده را در عهد قدیم گنابد می‌گفته‌اند چنانچه سیاه کوه و رشته کوه قهستان را هم در دوره ای کوه گنابد گفته‌اند.

(یاحقی ۱۳۷۴)
این شهر دارای چهار کاریز است: قنات قَصَّبه شهر، عمیق‌ترین قنات‌های ناحیه خراسان در این منطقه قرار دارد. قسمت مرکزی گناباد را در دوره ای قصبه شهر می‌نامیدند.
حمد ا… مستوفی در کتاب نزهه القلوب «جنابذ» را به کار برده است. در برهان قاطع نیز کلمه کنابد را آورده و می‌گوید: کنابد نام جایی و مقامی است و در آنجه کوهی است که گودرز سرلشکر کیخسرو آنجا فرود آمده بود و در آنجه بیژن دو سه برادر پیران را به چند مصاف کشت.
در فرهنگ نو بهار و همچنین فرهنگ انجمن آرای ناصری به صورت «کنابد» آمده است و نوشته شهری در خراسان است اصل آن گوناباد بوده که کوه گناباد مقام ایرانیان در جنگ دوازده رخ بوده و جای تورانیان دشت زیبد بوده است. همچنین نوشته است زیبد کوهی است از جبال خراسان تا کنابد سه فرسنگ فاصله دارد و برهان جامع نوشته نام صحرایی است که جنگ یازده رخ در آن اتفاق افتاده است در قاموس اللغه" گوناباد و جنابذ آمده است. کنابد نام جایی است در خراسان، نزدیک آن کوهی است که جنگ یازده رخ در آن واقع شده است. در بحیره استر آبادی نوشته است: گونابد او را جنابد گفته‌اند و «گنابد» نیز قول صحیح ایست که (گیو) پسر گودرز ساخته و حصاری محکم دارد و همچنین نوشته است قبر پیران ویسه بر سر آن کوه است (درصوفه) که چشمه ای از زیر قدم او می‌ریزد اعتقاد مردم آن است که چشم هر که درد کند به زیر آن چشمه برود که به‌صورت قطره چکان است چون قطره ای بر چشمانش چکد شفا یابد. در هفت اقلیم تألیف امین احمد رازی می‌نویسد :جنابد که بعضی به جنابد و برخی «گوناباد» ‏اعتبار کرده‌اند از ابنیه (گیو) پسر گودرز فرمانده جنگ دوازده رخ است. در کتاب فرهنگ ایران، جلد نهم که در چاپخانه ارتش سال یکهزار و سیصد و نه چاپ شده می‌نویسد:
از آثار معلوم می‌شود گناباد یکی از شهرهای قدیمی است که در زمان سلاطین هخامنشی ایجاد شده و قرائنی از قبیل قبر پیران ویسه (درصوفه)، قلعه فرود، قلعه رستم و قلعه معروف به پشنگ در آنجا وجود دارد. ‏
‏گودرز و گیو مدتی فرمانروای منطقه گناباد بوده و برای کیخسرو نیز که برای جنگ دوازده رخ به زیبد آمده بود کاخی ساخته بودند که کاخ کی یا کاخک بدان منسوب است. (مجله دریای پارس، «جنگ دوازده رخ درسها و عبرتها»، محمد عجم).
یکی دیگر از جنگهای دوره کیخسرو جنگ بهرام و فرود است ولی وقتی نشان سیاوش، خال سیاه را به روی بازوی فرود می‌بیند او را می‌شناسد و از اسب پیاده شده، در برابرش سربر خاک می‌نهد.
پس دخمه ای شاهوار در آن کوهسار بنا می‌کنند، تن و بدن فرود را می‌آرایند و زرسپ و ریونیز را در کنار فرود به دخمه می‌سپرند. پس از پیروزی بر تورانیان کیخسرو به خاطر خون برادرش که بیگناه در این خاک ریخته شد با مشورت کَوی‌ها، کَرپنان و ارتو فرمان داد قناتی بزرگ (قنات قصبه) را در این منطقه احداث کنند.
.

## ویژگی‌های کاریز در تاریخ

قنات قصبه

بنا به نوشته لباف خانیکی کارشناس باستان‌شناسی در کتاب قنات گناباد، رشتهٔ اصلی کاریز از قصبه شهر ۱۳۱ هزار و ۳۵ متر طول دارد و در امتداد درهٔ پرآب خانیک حفر شده است. قطعه سفال‌های پراکنده در اطراف دهانهٔ چاه‌های این کانال حاکی از این است که رشتهٔ قصبه واقع در مسیر اولیهٔ اصلی قنات بوده که در زمان هخامنشیان حفر شده و به دنبال آن رشته‌های دیگر قنات در مواقع خشکسالی حفر شده است. اما ریزش پی در پی قنات، پیشینیان را به یافتن راه چاره‌ای ترغیب کرد که طی آن در فاصلهٔ ۶۸۳ متری، قنات را به دو شاخه تقسیم کنند تا در صورت ریزش و بسته شدن یکی از کانال‌ها، آب از دیگری خارج شده و در داخل انباشته نشود.

## ابزارهای اصلی قنات
1. ساعت آبی. ساعت آبی ایرانی ابزاری ساده و در عین حال بسیار دقیق، کارآمد و همیشگی بوده و در زندگی کشاورزی جامعه ایران به ویژه در مناطق کویری که آب مایه حیات و عنصر اصلی زندگی اجتماعی بوده ضروری و نقش کارآمدی داشته است. با مطالعه استفاده از ساعت آبی در کشورهای مختلف می‌توان گفت در هیچ جای جهان ساعت آبی به اندازه ایران کارآمد و تأثیرگذار و مستمر نبوده است این ساعت حتی در زمانی‌که ۵۰ سال قبل ساعت‌های نوین به بازار آمده بود با آن‌ها رقابت می‌کرد و کشاورزان حاضر به کنار گذاشتن آن و استفاده از ساعت‌های نوین نبودند لذا ضرورت دارد ساعت آبی ایران در میراث معنوی ثبت گردد.

1. چرخ. چرخ دستگاه مدوری است که به وسیله آن با کمک ریسمان و دلو خاک را از داخل چاه یا کانال به بیرون می‌آورده‌اند. چرخ چاه بر دو نوع «یک سره» و «دوسره» بوده است که از چرخ‌چاه‌دوسره به ویژه در کندن چاه‌های بسیار عمیق بهره گرفته می‌شده است.[۱۱]

## بازدید و گردشگری
کاریز قصبه گناباد موزه آن به لحاظ موقعیت و قدمت آن یکی از بهترین مکان‌های گردشگری این شهر محسوب می‌شود و هر ساله گردشگران بسیاری را به خود جذب می‌کند. مظهر این قنات در خیابان ناصر خسرو شهر گناباد قرار دارد. بنا بر گزارش گناپا در نوروز سال ۱۳۹۵ بیشتر از ۶۰ هزار نفر از این کاریز بازدید نموده‌اند.

Kariz Kaykhosro Gonabaad

## ساخت مستند قنات قصبه شهر
فیلم مستند قنات قصبه گناباد( فیلم ۷۰ دقیقه‌ای)؛ توان مهندسی حفاران ایرانی را در طول تاریخ برای حفر قنات به همراه تبیین اهمیت آن به تصویر کشیده است. نقش قنات قصبه در تأمین آب در شرایط کمبود مایه حیات در مناطق کویری در این مستند داستانی نشان داده شده است. با ساخت مستند قنات قصبه سعی شده ظرفیتهای منطقه گناباد در حفر قنات و اهمیت ماندگاری آن در طول تاریخ به تصویر کشیده شود. این فیلم بر اساس خاطرات سفر و اقامت چندین ساله هانری گوبلو؛ محقق فرانسوی در اواسط قرن بیستم میلادی و بازدید از قناتهای ایران روایت شده است. ساخت این فیلم مستند با همکاری مشترک صدا و سیمای استان خراسان رضوی و اداره کل میراث فرهنگی و گردشگری استان خراسان رضوی و به سفارش سازمان جهانی یونسکو بوده و توسط سید سعید ابوذریان معروف به پیمان عاشق به عنوان مدیر تولید / مترجم و گوینده زبان فرانسه؛ و سعید توکلی فر به عنوان کارگردان؛ ساخته شده است.

## جشن ملی قناتهای ایرانی در گناباد
برابر گزارش خبرگزاری‌ها و روزنامه خراسان اولین جشن ملی قناتهای ایرانی ۱۴ بهمن ۱۳۹۵ در گناباد برگزار شود با توجه به اینکه کاریز قصبه گناباد سبب ثبت جهانی سایر قنات‌ها شده است لذا جشن ملی ثبت جهانی ۱۱ رشته قنات در گناباد با حضور معاون رئیس‌جمهور و میهمانان داخلی و خارجی برگزار گردید.

ساعت آبی قدیمی‌ترین تکنیک سنجش زمان

## تخریب مظهر قنات قصبه
در ۳۱ مرداد ۱۴۰۰ مظهر قنات قصبه گناباد که تنها اثر خراسان رضوی در فهرست میراث جهانی سازمان یونسکو و قدیمی‌ترین قنات جهان می‌باشد، اخیراً به بهانه جلوگیری از گرفتگی و پس زدن آب در طول مسیر، توسط هیئت امنای این سازه باستانی با خاک پر و برچیده شد.
این اقدام بلافاصله با واکنش‌های اعتراض‌آمیز از سوی دوستداران میراث فرهنگی ایران و شهروندان گنابادی مواجه شد.
تخریب مظهر قنات در حالی صورت گرفت که این بخش آن به عنوان تداعی عینی آبدهی و ثمربخشی قنات، اهمیت بسیار زیادی نه تنها برای گردشگران جاذبه‌های تاریخی بلکه برای مهندسانی دارد که بر روی یک سازه مهندسی منحصر به فرد دو هزار و ۵۰۰ ساله مطالعه و پژوهش می‌کنند.

## نگارخانه

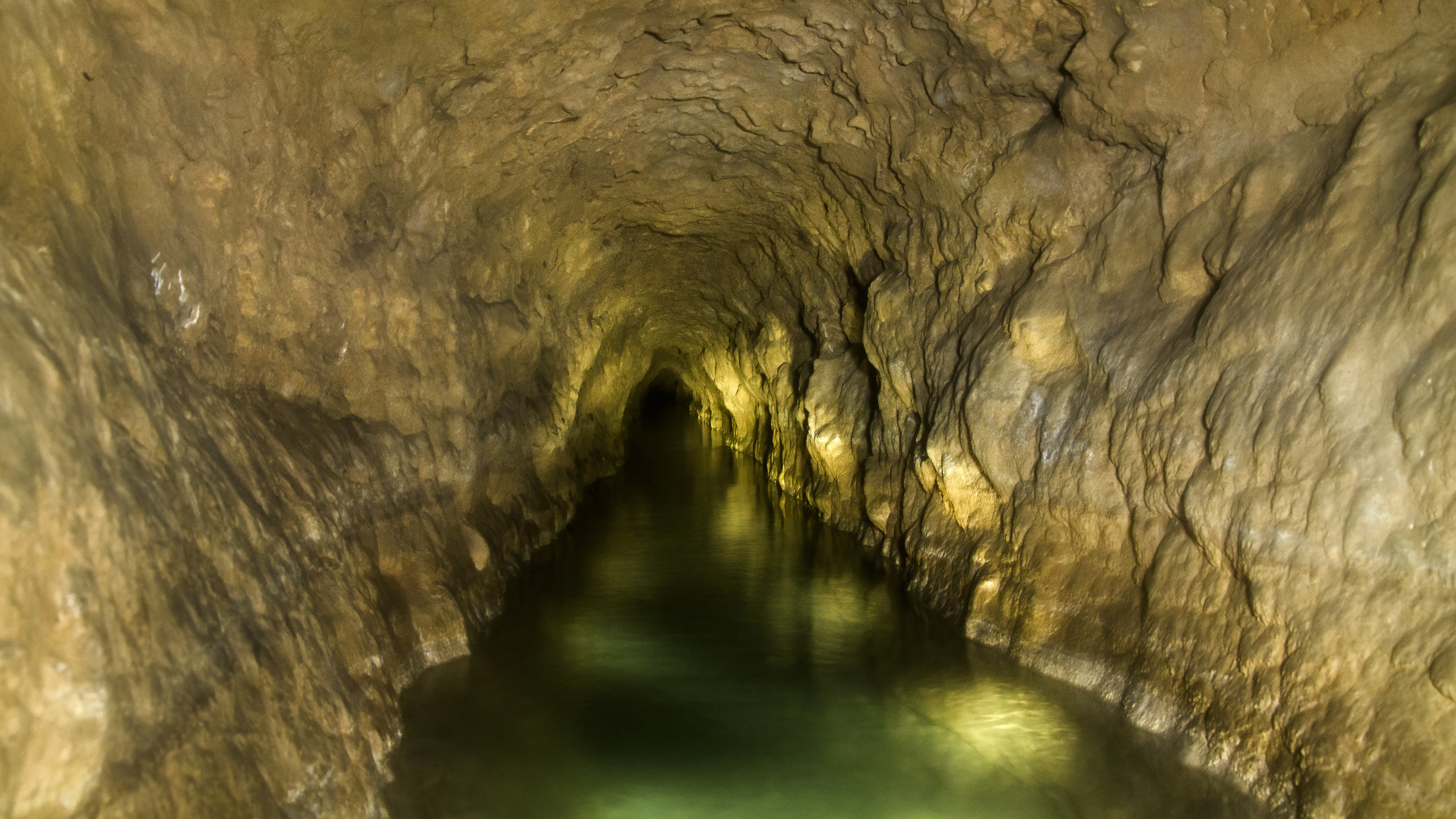
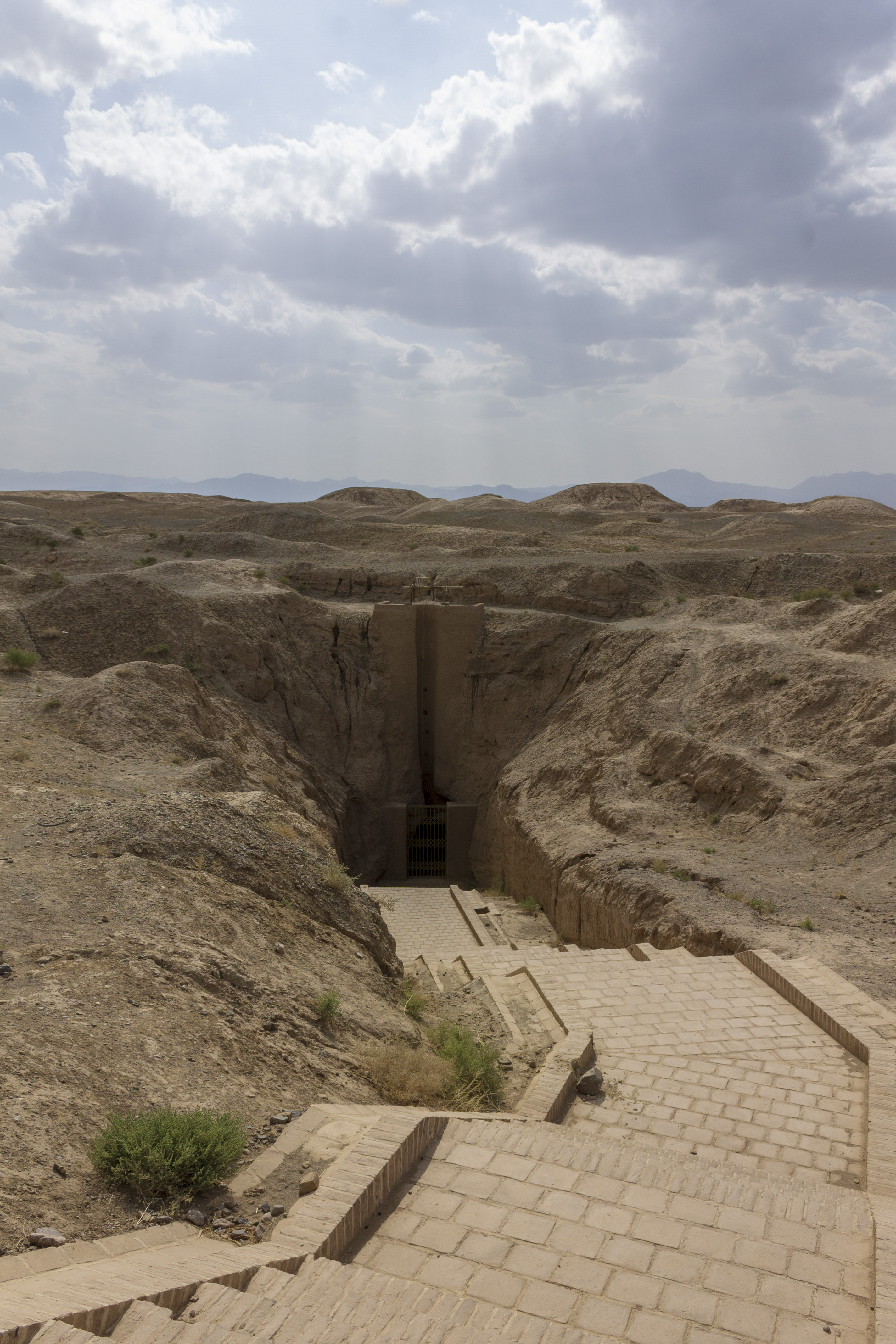
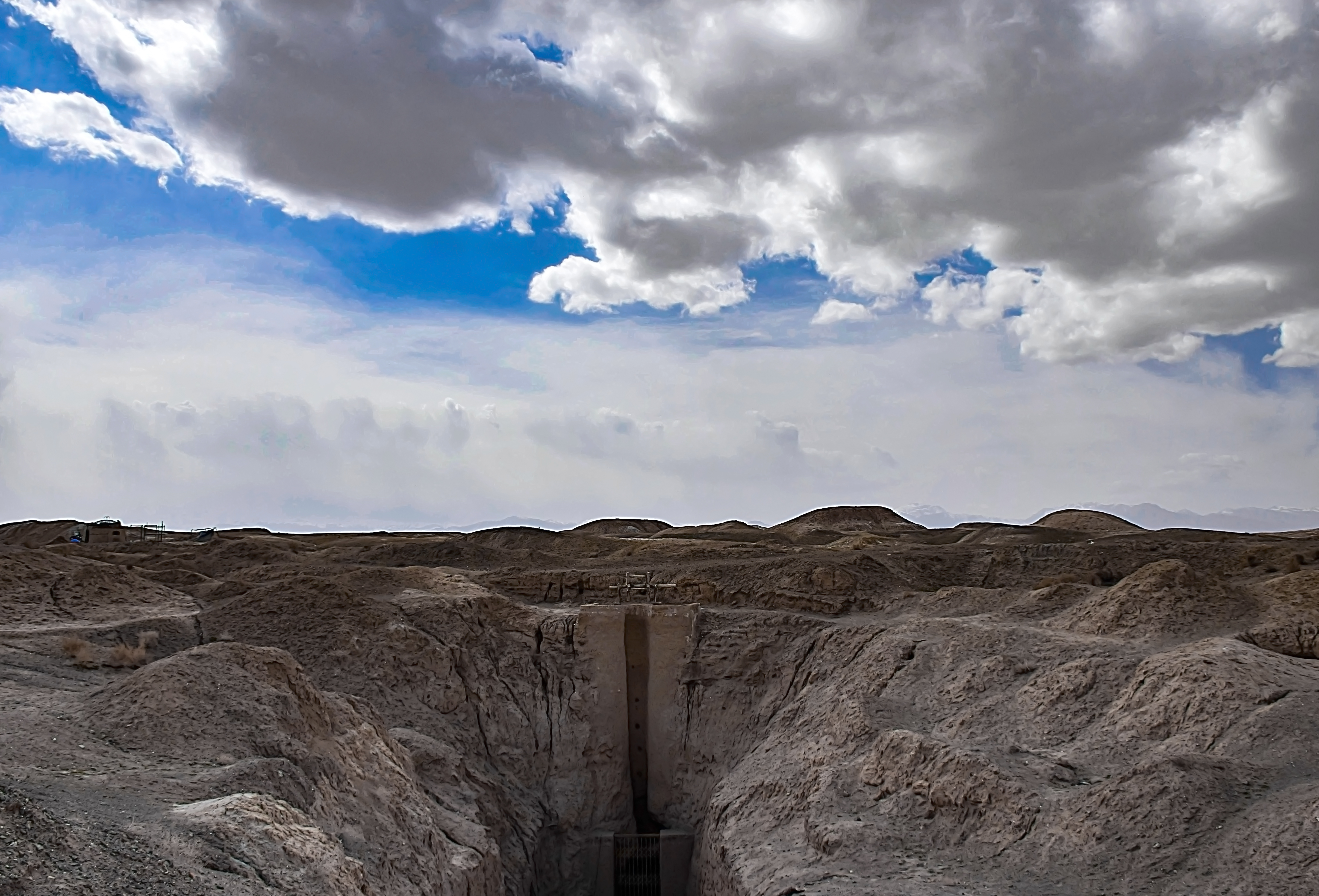
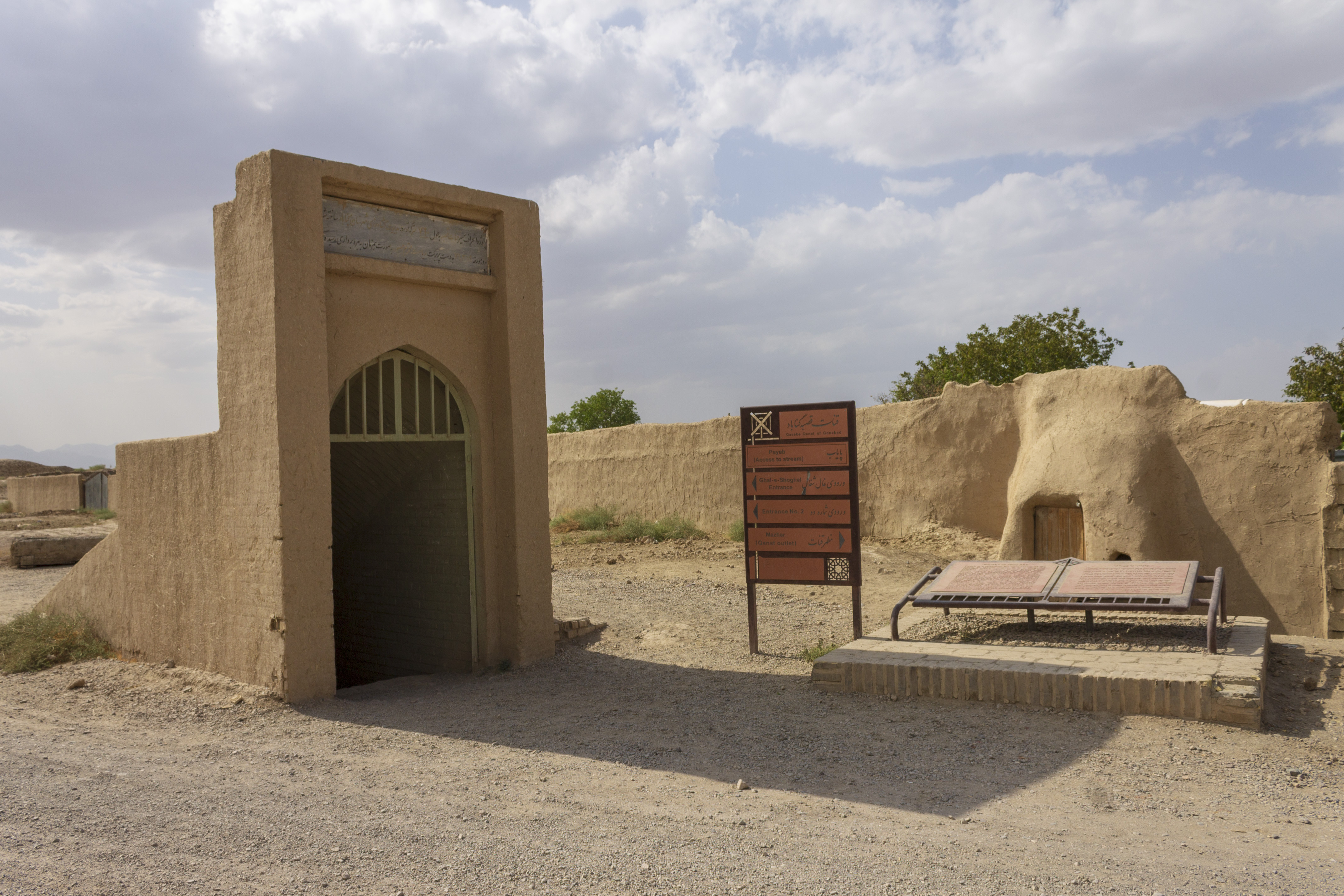
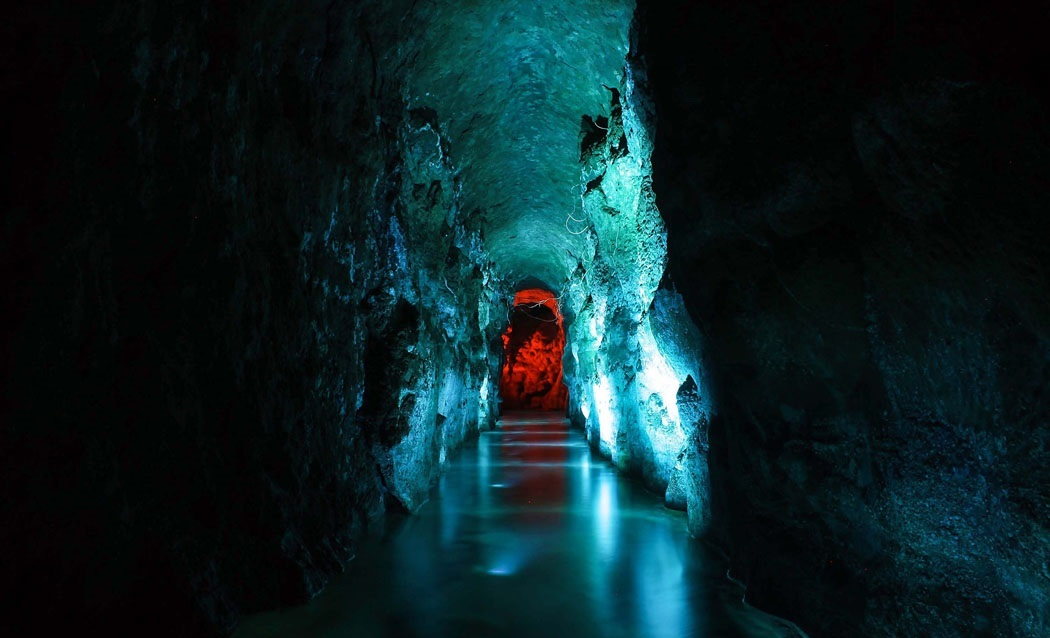
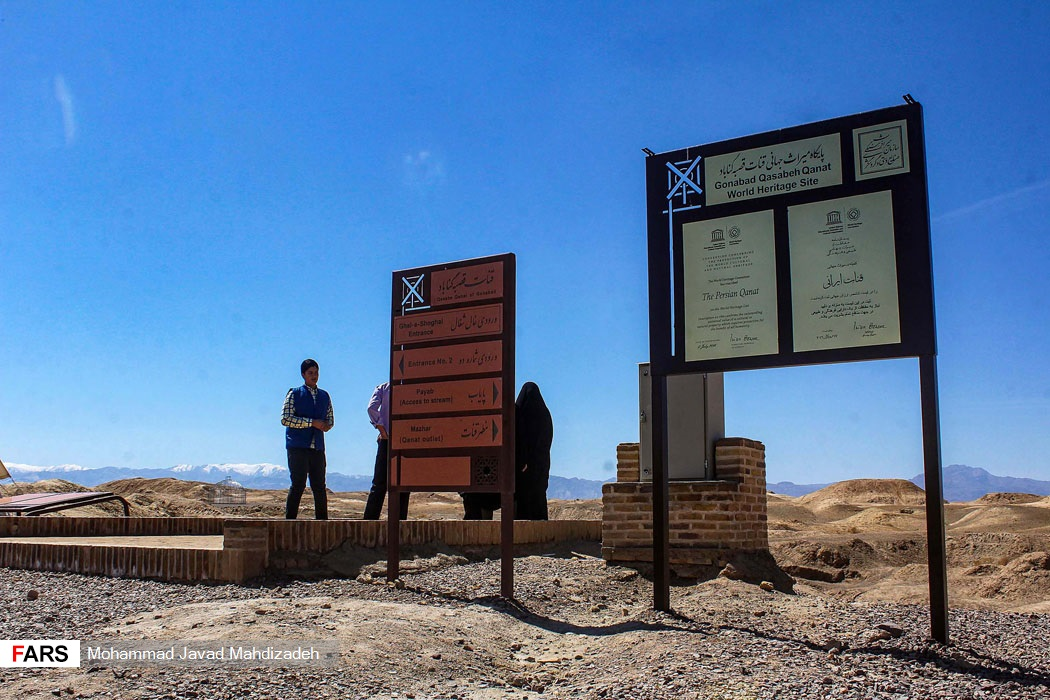
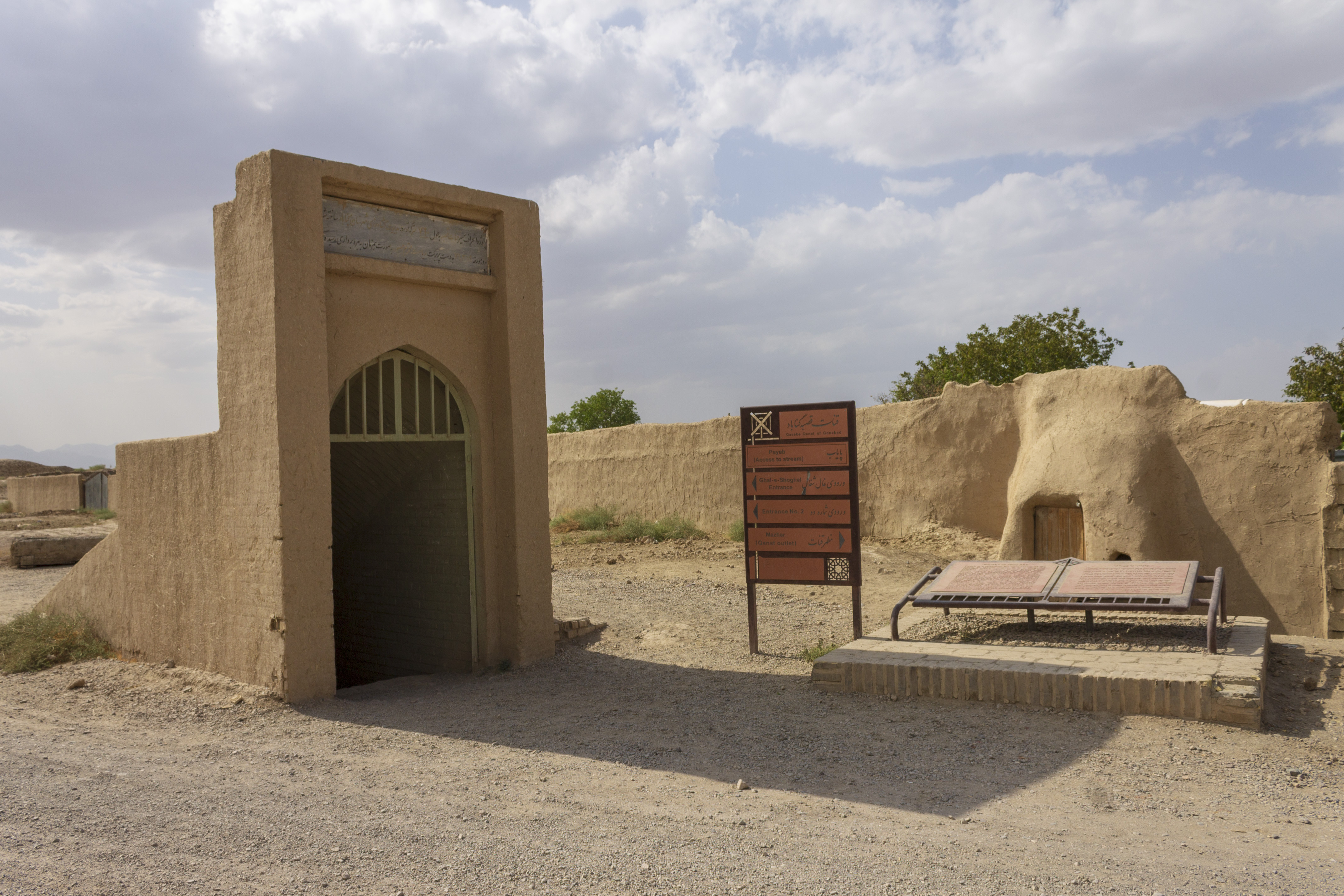
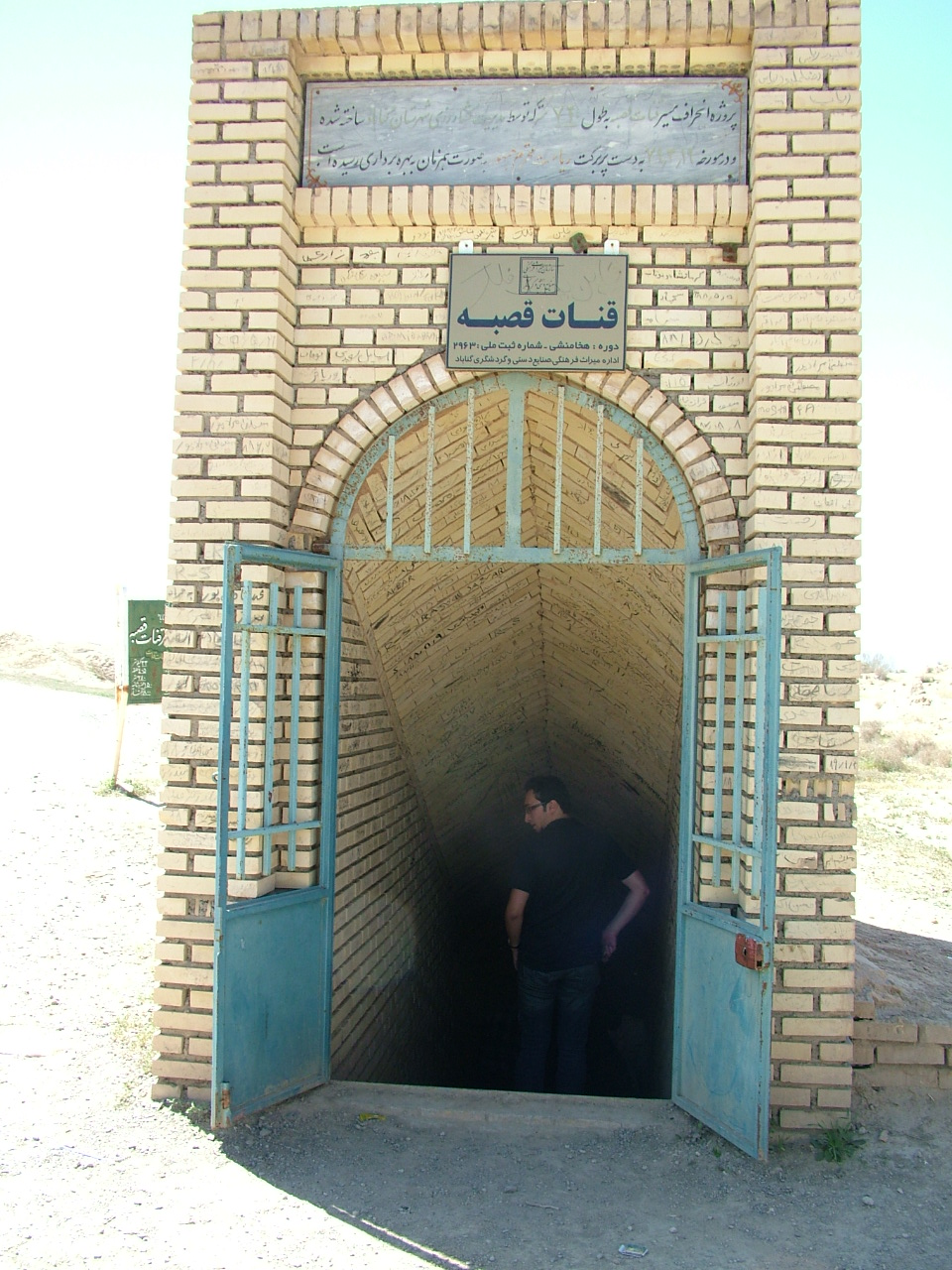
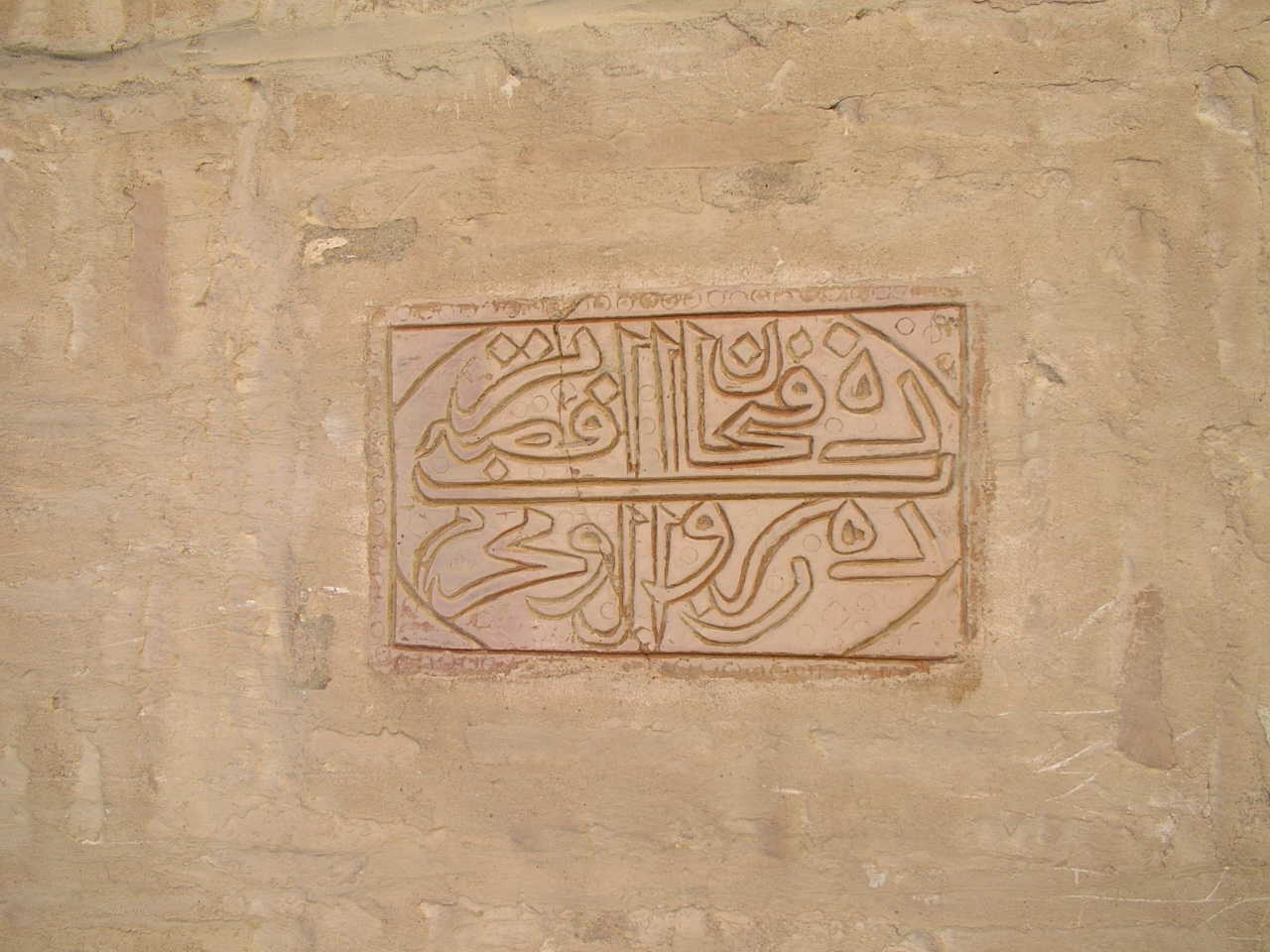
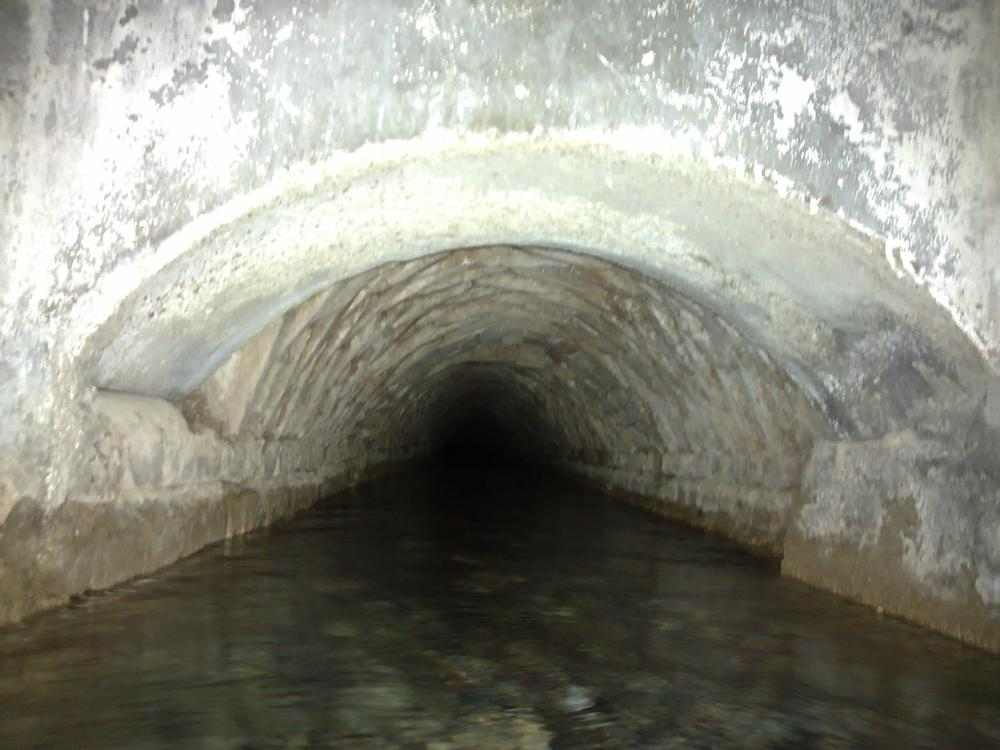
کانال‌های عبور آب قنات قصبه
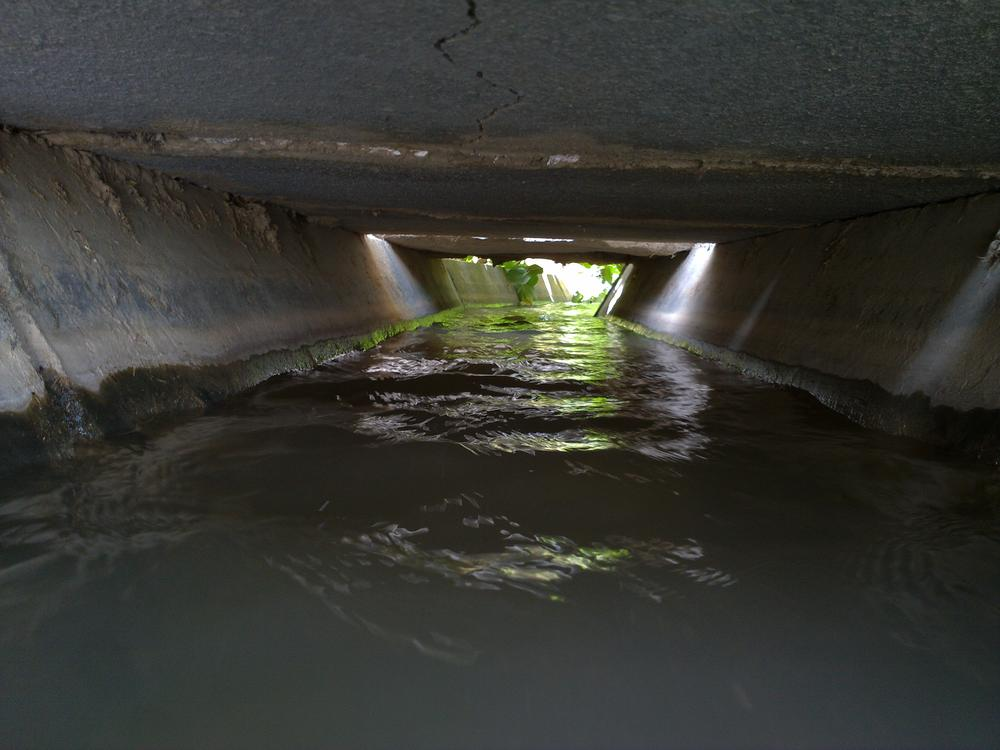
جویبارهای قنات
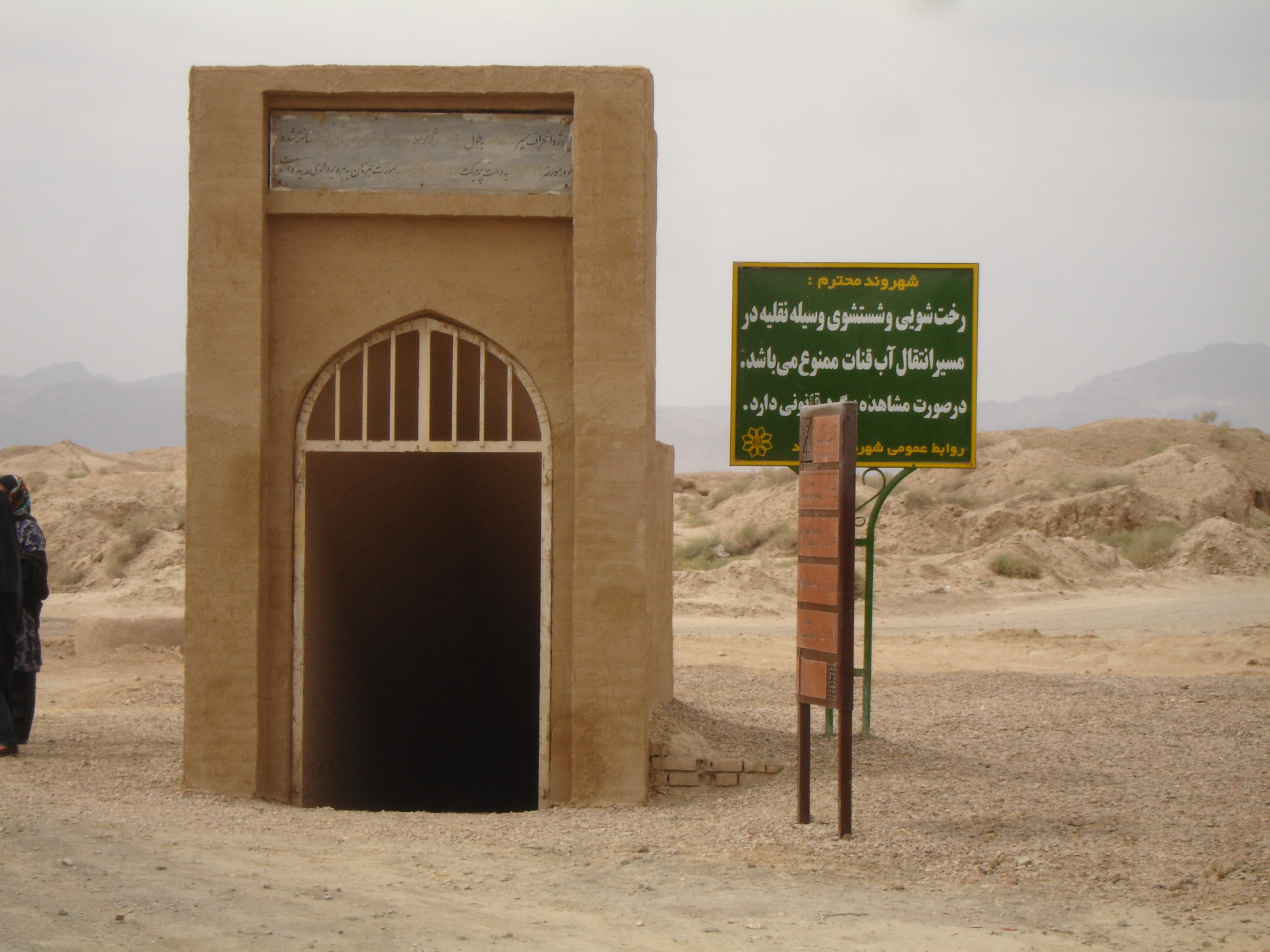
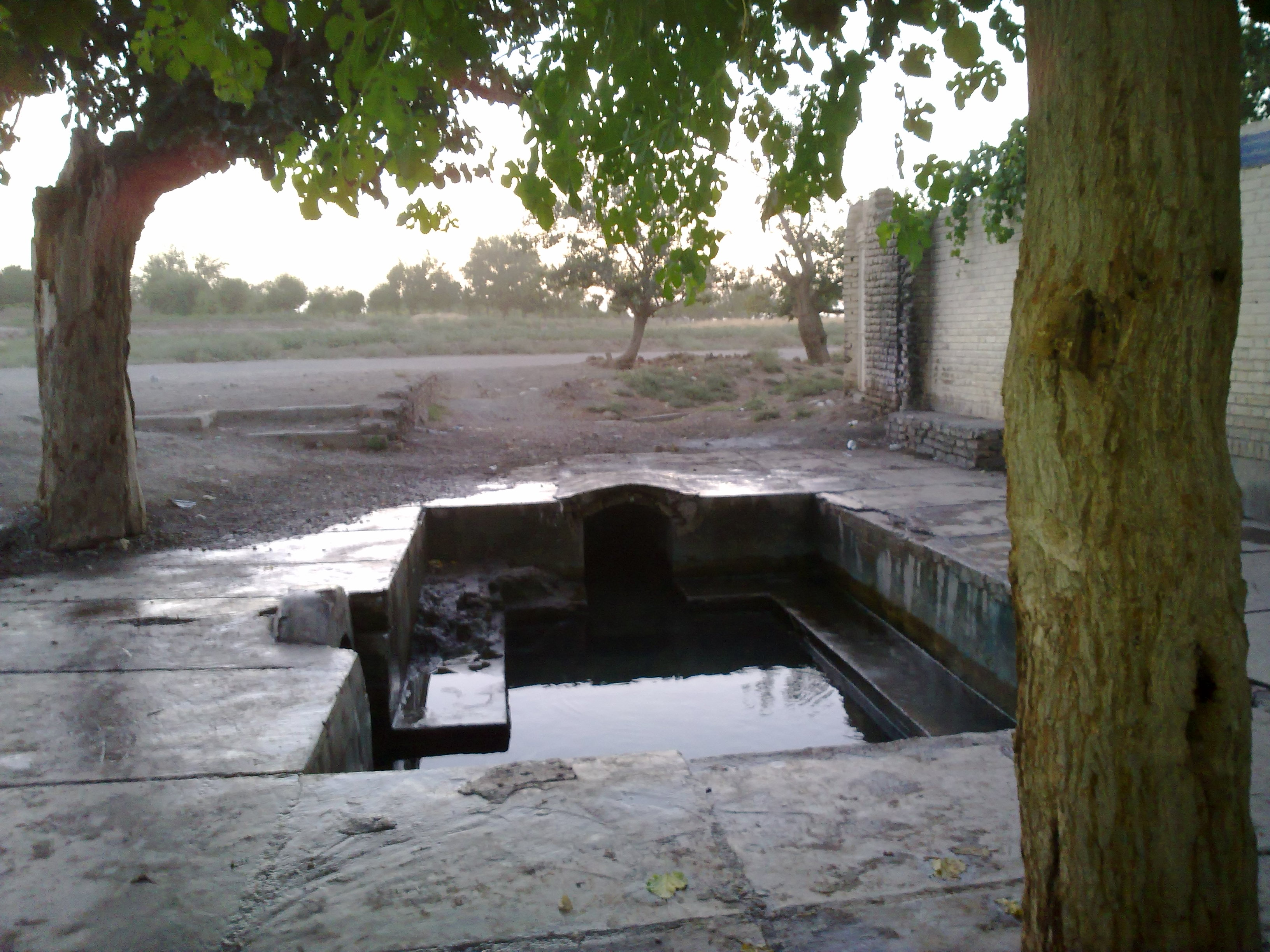
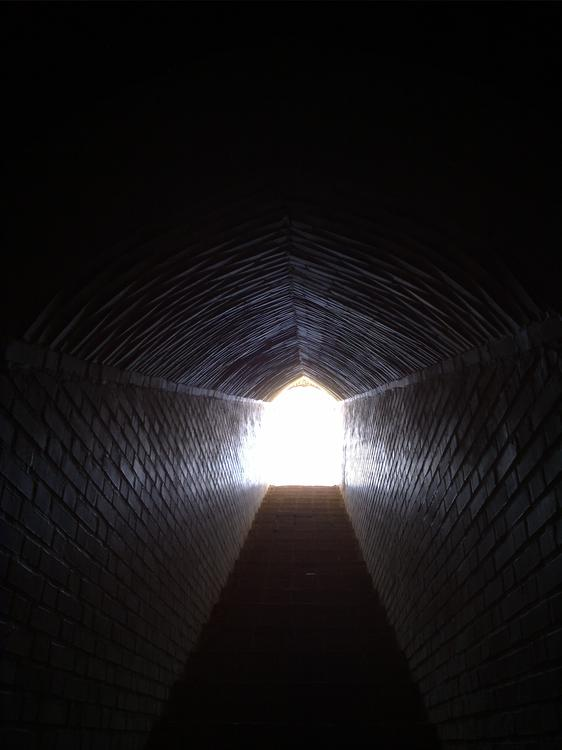
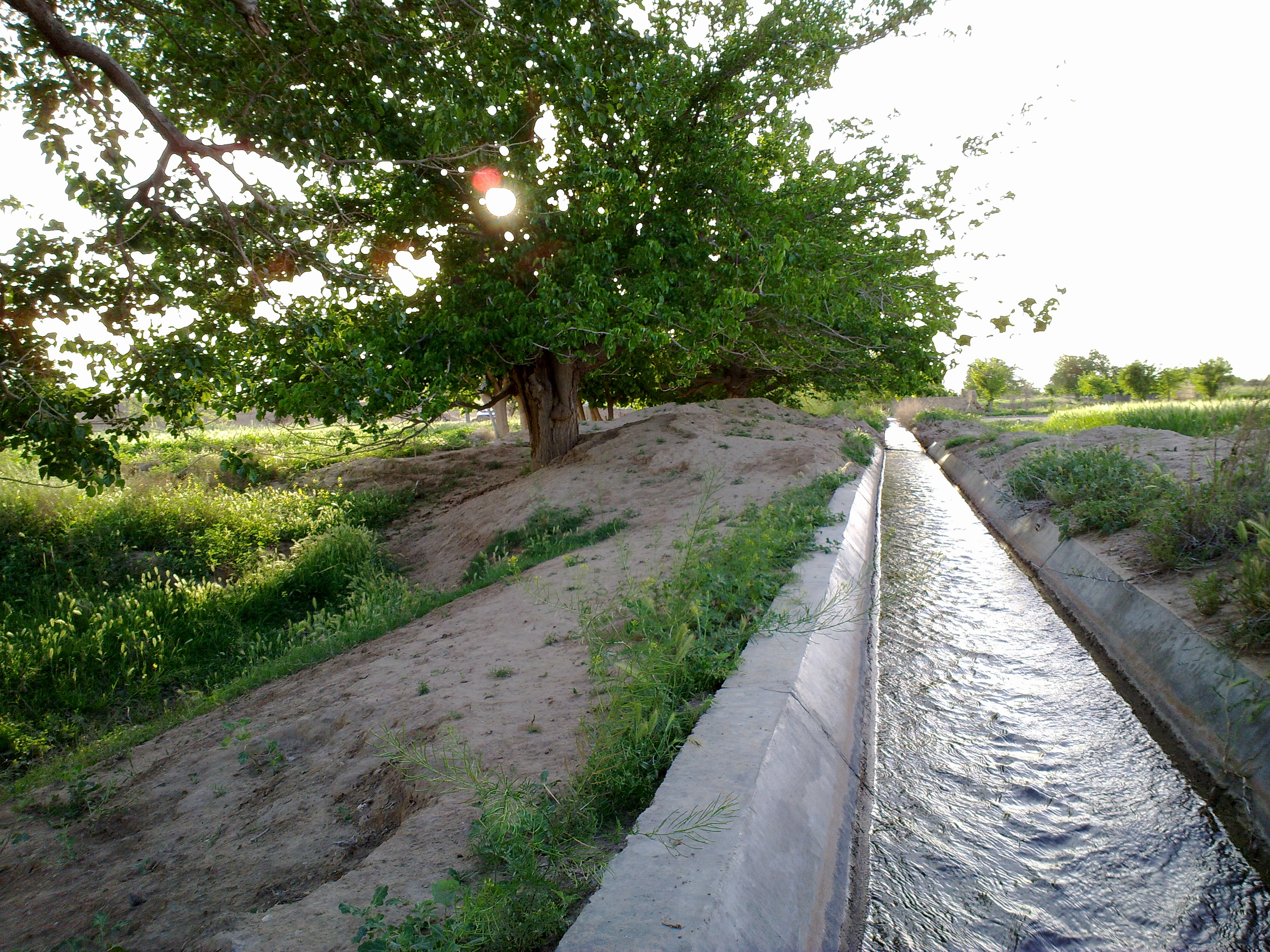
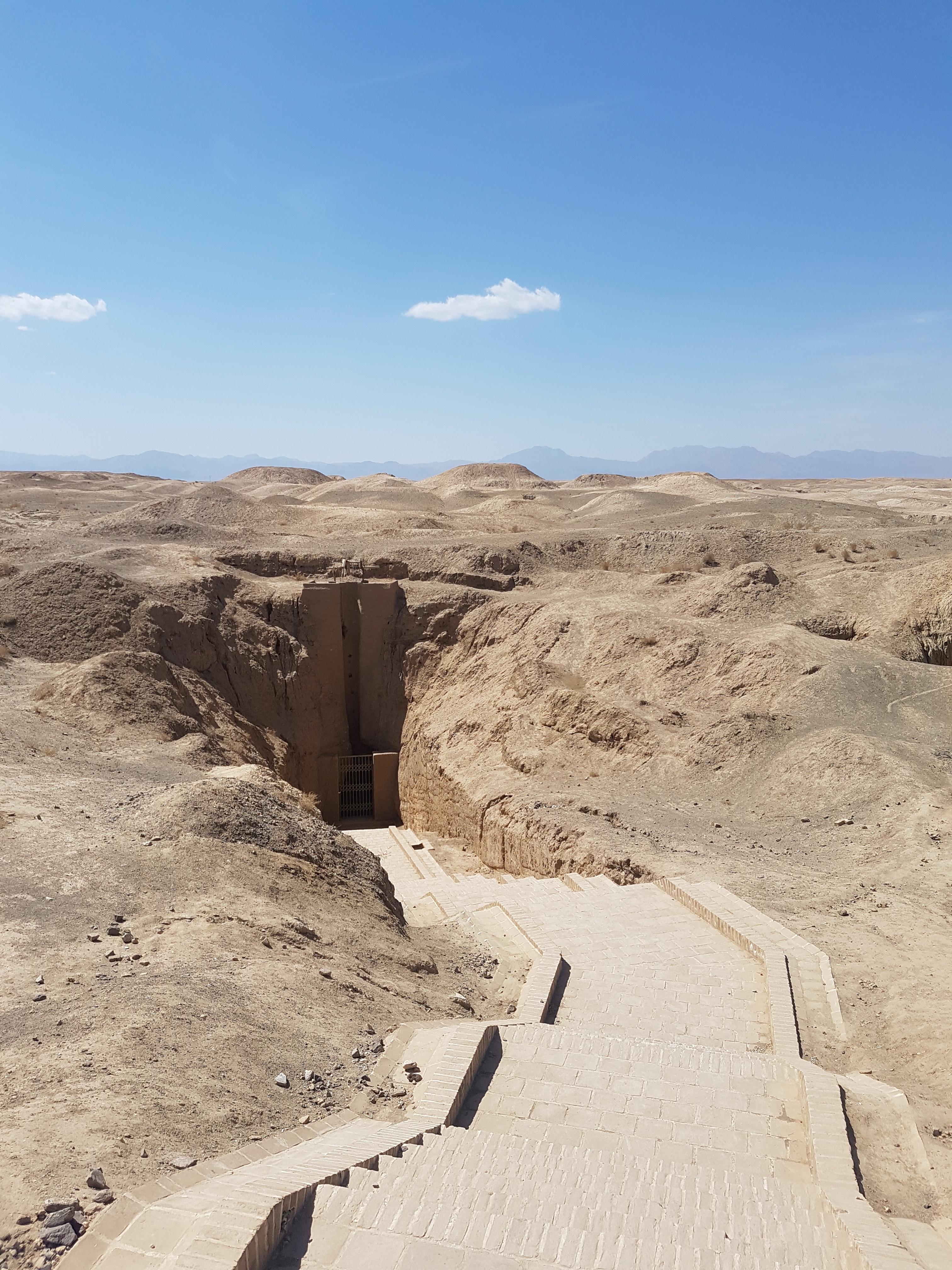
ورودی شماره یک قنات قصبه
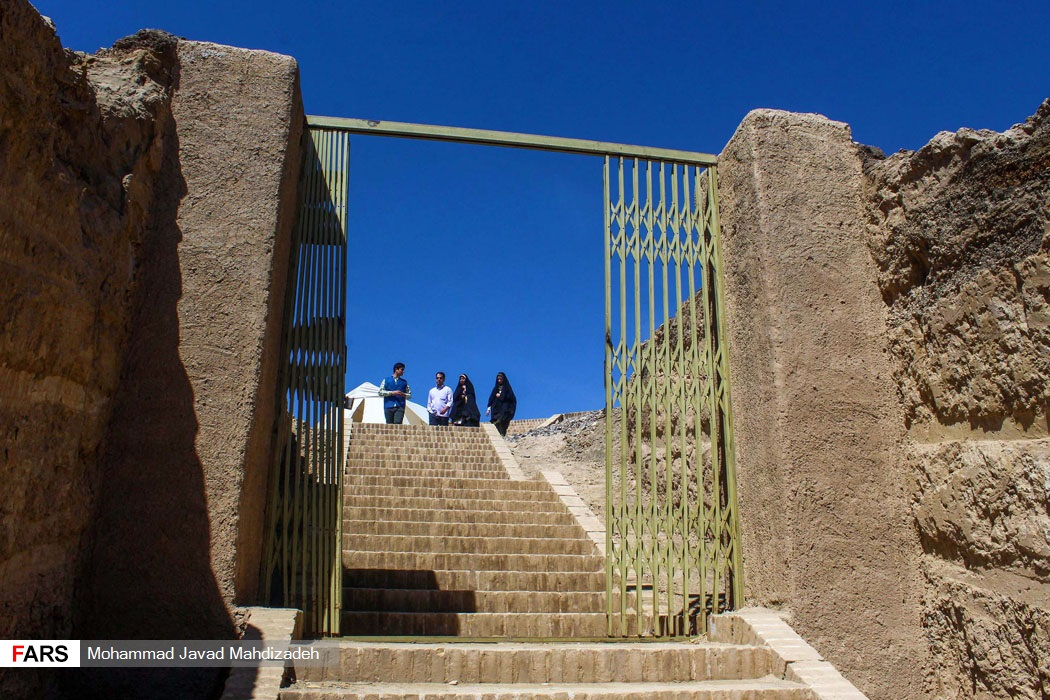
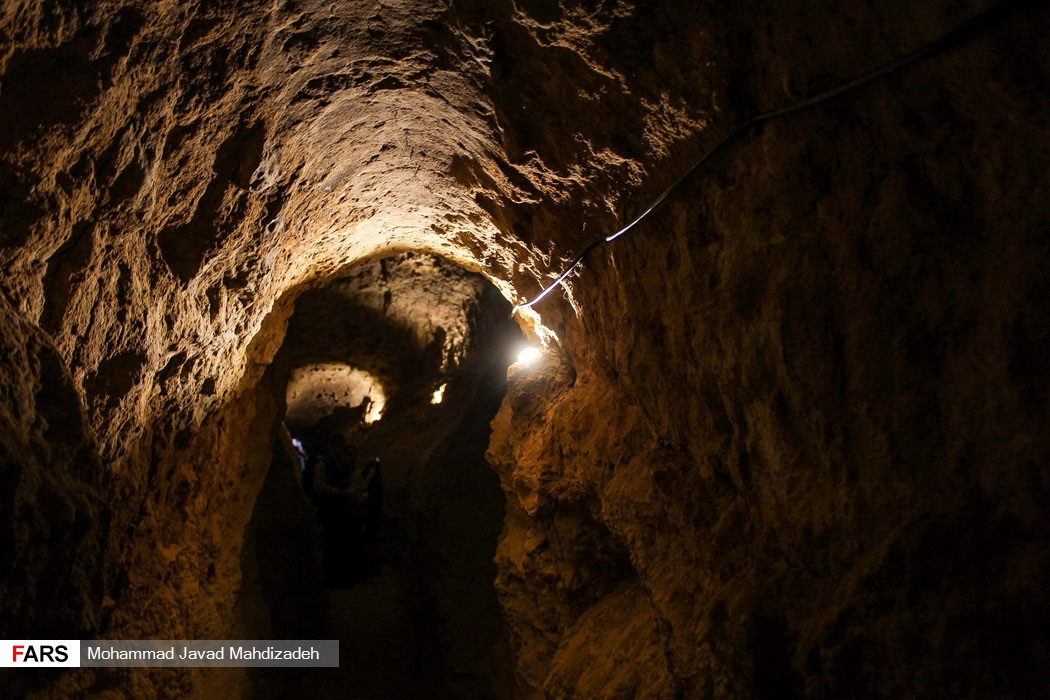
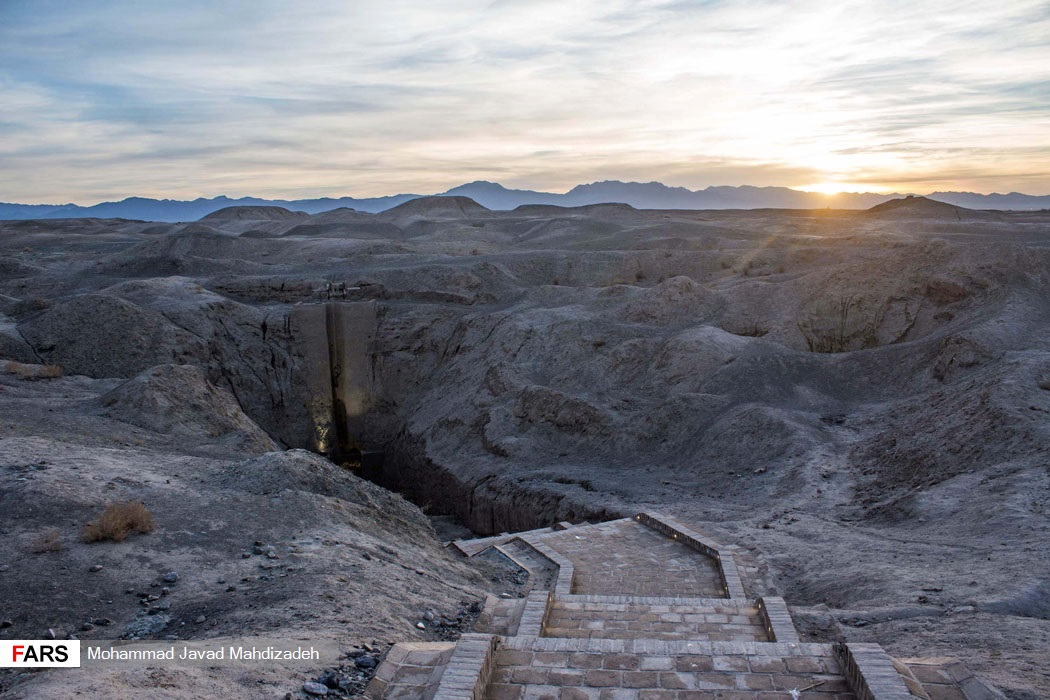
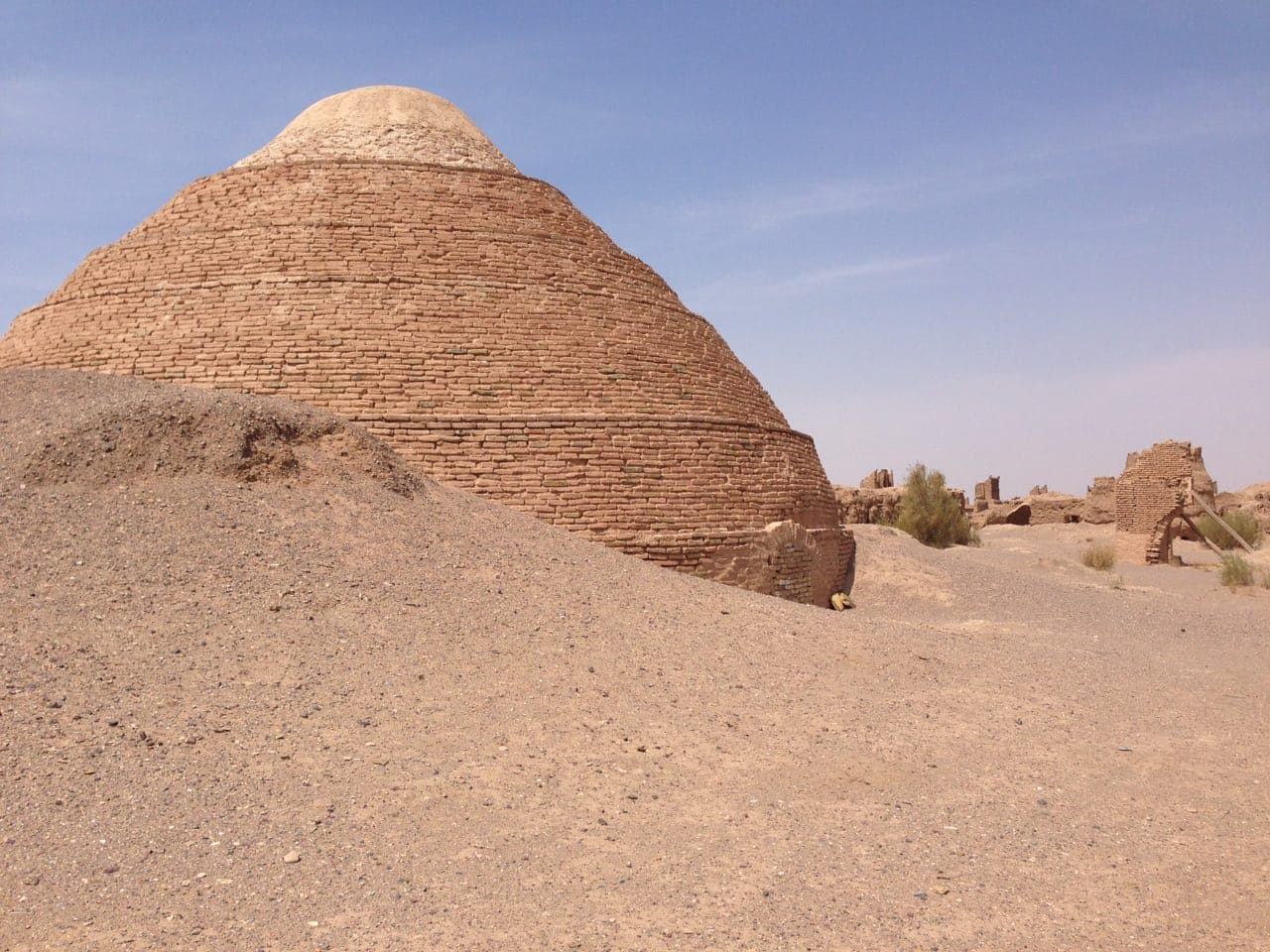
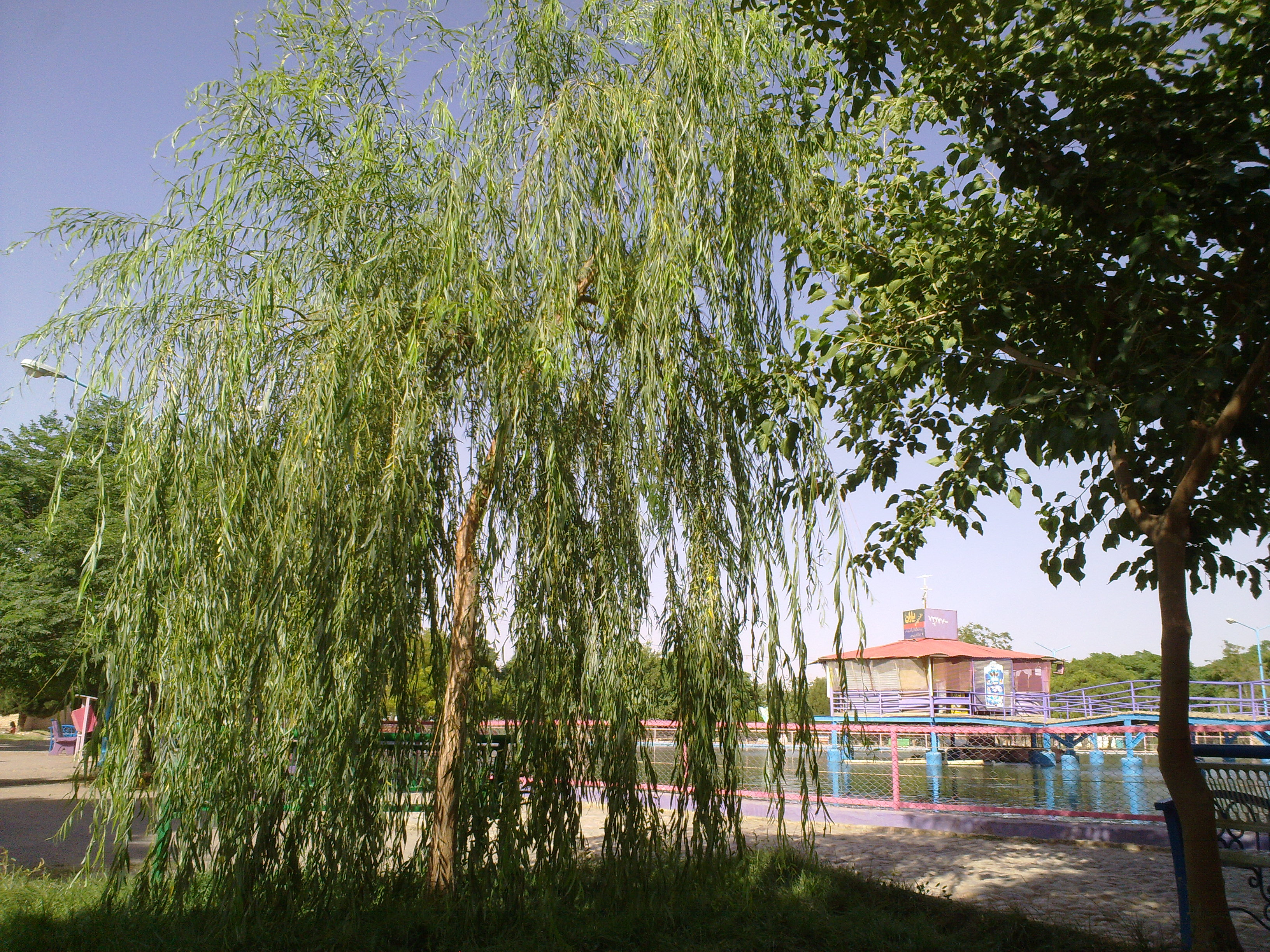
پارکی در نزدیکی قنات قصبه